# Hoby Milner
Pour les articles homonymes, voir Milner.
 (juin 2017).
Hoby Trey Milner (né le 13 janvier 1991 à Dallas, Texas, États-Unis) est un lanceur gaucher des Brewers de Milwaukee de la Ligue majeure de baseball.

## Carrière
Hoby Milner est une première fois repêché par les Nationals de Washington, qui le choisissent au 44e tour de sélection en 2009, mais il ignore l'offre, part jouer pour l'université du Texas à Austin, et signe son premier contrat professionnel avec les Phillies de Philadelphie, qui le choisissent au 7e tour du repêchage amateur de 2012.
Le 8 décembre 2016, Milner est réclamé par les Indians de Cleveland lors de l'annuel repêchage de règle 5. Cependant, après un camp d'entraînement 2017 passé avec Cleveland, il est retourné aux Phillies le 24 mars.
Hoby Milner fait ses débuts dans le baseball majeur avec Philadelphie le 24 juin 2017.